# In Flanders Fields Museum
Le In Flanders Fields Museum est un musée consacré à la Première Guerre mondiale localisé au deuxième étage des Halles aux draps (Lakenhalle) de Ypres en Belgique. 

## Histoire

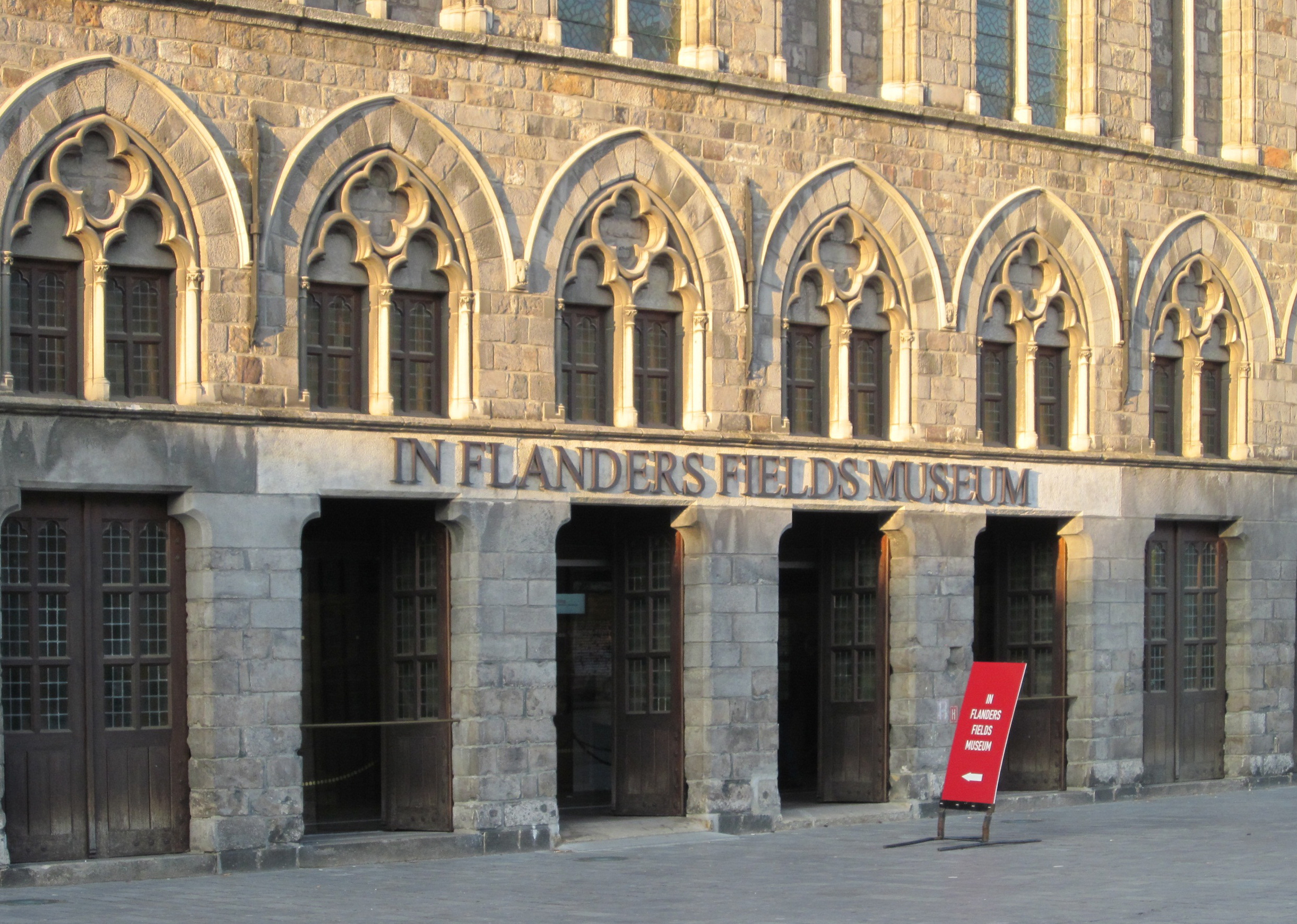
In Flanders Fields Museum.

Le bâtiment avait été presque entièrement détruit par l'artillerie durant la Première Guerre mondiale et fut reconstruit. En 1998, le Ypres Salient Memorial Museum fut rénové et renommé In Flanders Fields Museum. Après sa fermeture pour rénovation, le musée a rouvert le 11 juin 2012. 
Le conservateur, Piet Chielens (nl)[réf. nécessaire], est un historien de la Première Guerre mondiale. Le musée est nommé d'après le célèbre poème du Canadien John McCrae.

## Sources
- (en) Cet article est partiellement ou en totalité issu de l’article de Wikipédia en anglais intitulé « In Flanders Fields Museum » (voir la liste des auteurs).

## Compléments